# Szenisches Spiel
Szenisches Spiel ist ein von Ingo Scheller entwickeltes theaterpädagogisches Konzept, bei dem soziale Prozesse und die zwischenmenschliche Auseinandersetzung im Vordergrund stehen. Er stützt sich dabei auf die Theatertheorien von Konstantin Stanislawski, Lee Strasberg, Bertolt Brecht und Antonin Artaud sowie auf die pädagogischen Herangehensweisen von Augusto Boal, Jacob L. Moreno und Keith Johnstone.

## Szenisches Spiel als Lernform
Nach Schellers Ansatz soll durch eine Konfrontation mit einer fremden Figur, die aber unter Rückgriff auf eigene Erlebnisse und Gefühle passiert, eine Außensicht auf sich selbst eingenommen und so Wahrnehmungsprozesse verfeinert werden. Auch sollen dadurch ansozialisierte Kategorien reflektiert und als veränderbar erfahren werden. „Im Wechselspiel von Ich und Rolle können in dieser Weise Abgrenzungen und Polarisierungen in Frage gestellt und der Blick für die vielfältigen Schattierungen und Ambivalenzen in uns und unseren Beziehungen zu unserer sozialen Umwelt geöffnet werden.“

„Die Lernenden sollen sich von der Rolle der Konsumenten verabschieden können und zu Beteiligten werden, in denen ihre Erfahrungen, Erlebnisse und Emotionen als Basis für die Erforschung des Lehrinhaltes dienen. Es geht Scheller nicht darum geeignete Methoden zu entwickeln, um schauspielerisches Know-how zu vermitteln, sondern Lern- und Erkenntnisprozesse anzustoßen, in denen körperliche und sprachliche Ausdrucks- und Verhaltensweisen der Lernenden als Grundlage für den Erkenntnisprozess betrachtet werden und der zu vermittelnde Stoff nicht nur durch Abstraktion verinnerlicht werden muss und zu affektneutralem Stoff gerinnt.“

Das szenische Spiel wird von Scheller in vier Intentionen unterschieden: Szenisches Erkunden, Szenisches Einfühlen, Szenisches Reflektieren und Szenisches Verändern.

### Szenisches Erkunden
Das szenische Erkunden geht der szenischen Darstellung als eine Art Vorbereitung voraus und soll dazu dienen, die eigene Wahrnehmung zu verfeinern und die Umwelt aufmerksamer zu erkennen. Scheller nennt  insgesamt 18 zu erkundende Bereiche:
- Räume, Gegenstände, Geräusche, Musikalische Ausdrucksformen, Zeit, Körperhaltungen, Gestik und Mimik, Sprechhaltungen, Handlungen, Interaktionen, Situationen, Vorstellungen, Einstellungen, Gefühle, Wünsche, Statusverhalten und Habitus.

Er nennt zu jedem Bereich mehrere Übungen für die Praxis. Ein Beispiel für das Erkunden von Gestik und Mimik ist das Imitieren derselben ausgehend von einem Bild einer bestimmten Gruppe, z. B.: Politiker, Lehrer. Anschließend soll in der Gruppe über entdeckte Gemeinsamkeiten diskutiert und danach einer Beobachtergruppe die Gestik/Mimik vorgestellt werden. Diese soll erraten, welche Personengruppe dargestellt ist. Scheller nennt diese Übung „Kollektive Gesten erproben“.

### Szenisches Einfühlen
In diesem Teil lehnt sich Scheller stark an die Schauspieltheorien Stanislawskis und Strasbergs an. Beim szenischen Einfühlen geht es darum, in der fremden Rolle eigene Elemente zu entdecken, um die Rolle besser nachvollziehen zu können. Es geht aber nicht wie bei Stanislawski und Strasberg darum, eine Rolle besonders authentisch darzustellen und „eins“ mit ihr zu werden, sondern um ein Entdecken des Unvertrauten.
Scheller handelt das Einfühlen in Rollen und das Einfühlen in Situationen ab. Bei ersterem geht es darum, ein möglichst genaues Bild einer darzustellenden Person zu entwickeln. Dies kann beispielsweise über das Schreiben einer Rollenbiografie oder über das Erarbeiten von charakteristischen Körperhaltungen passieren. Weiters kann es hilfreich sein, wiederkehrende Gedanken und Gefühle der Person zu suchen oder zentrale Lebensbereiche und -probleme anzusprechen und zu behandeln. Auch das Führen eines Interviews mit dem Spielenden in der Rolle ist eine von Scheller genannte Option. Um sich in Situationen einzufühlen, nennt er unter anderem die Übung, im Vorhinein die Intentionen und Motive der Person festzulegen, was einer Behandlung des sogenannten Subtextes gleichkommt. Es geht darum, das eigentlich Gesagte wahrzunehmen und verkleidende Sprache zu entlarven. 

### Szenisches Reflektieren
Die szenische Reflexion dient der Untersuchung des Gezeigten, respektive des Gesehenen. Es geht darum, die sozialen Situationen, Handlungen, Haltungen und Beziehungen in ihrer Entstehung, ihrem Verlauf und ihrer Wirkung zu betrachten und darüber gemeinsam zu reflektieren. Scheller unterteilt die Reflexion in drei Bereiche, die selbstverständlich miteinander in Beziehung stehen.
- Rollenreflexion: Spielende sollen sich aus der Rolle heraus mit der gespielten Situation, den Mitspielenden und dem eigenen Handeln auseinandersetzen. Dabei können Übungen hilfreich sein wie etwa im Spiel unterdrückte Gefühle der Rolle auszuagieren oder das eigene Verhalten aus einer Fremdperspektive zu bewerten.
- Beobachterreflexion: Die Beobachtergruppe erhält hier die Möglichkeit, das Gesehene wiederzugeben, zu interpretieren und gegebenenfalls auch zu diskutieren. Etwa können zentrale Momente der Szene mit Standbildern gezeigt oder Beziehungsstrukturen sichtbar gemacht werden. Bei letzterer Übung werden für die betreffenden Rollen charakteristische Haltungen eingenommen und durch einen Satz markiert.[6]
- Spielerreflexion: Die Spielenden treten nun aus ihren Rollen heraus und sprechen als Privatpersonen über ihre Erfahrungen beim Spiel. Dabei kann zum Beispiel das Herausstreichen von Differenzen von Spieler und Rolle wichtig sein, um sich abzugrenzen, wobei es aber nicht darum geht, sich zu rechtfertigen.

### Szenisches Verändern
In diesem Punkt kommt Ingo Schellers Beschäftigung mit Augusto Boal und dem „Theater der Unterdrückten“ deutlich zum Tragen.
Das szenische Verändern arbeitet oft eng an der eigenen Person der Spielenden; daher warnt Scheller auch davor, sich aufgrund einer zum Positiven veränderten Spielsituation zu „große Hoffnungen“ für Realsituationen zu machen, da diese „in der Regel von so vielen subjektiven und objektiven Bedingungsfaktoren“ abhängt, dass eine Veränderung anders und langsamer vonstattengehen kann. Eine Übung für diesen Bereich sind etwa „Wunschhaltungen darstellen und ausprobieren“, bei der verschiedene eigene Wunschhaltungen und -sätze von Beobachtern übernommen werden, der Spielende dadurch selbst von außen beobachten kann und sich schließlich für die wirkungsvollste Methode entscheidet und sie selbst ausprobiert. Eine weitere Übung ist das Ausagieren unterdrückter Gefühle. 

## Rezeption
„Die Darstellung selbst ist in die Intentionen integriert und hat insofern weder eigenen ästhetischen Stellenwert noch Aussage. Auch wird an keinem künstlerischen Eigenprodukt gearbeitet und ästhetisch bildende Impulse sind untergeordnet. […] Allein der pädagogische Prozess steht im Mittelpunkt des szenischen Lernens. Bezüglich seiner Zielgruppe, formuliert Scheller, dass das szenische Spiel gerade durch das körperlich-emotionale Ausdrucksverhalten auf dem ein Schwerpunkt liegt, auch Schüler aus bildungsfernen Niveaus zu erreichen vermag. Er geht hierüber allerdings weit hinaus, wenn er das szenische Spiel als eine Lernform vorstellt, die sowohl in Schule und Hochschule, wie auch in der Sozialarbeit, der Weiterbildung, der Supervision und weiteren Feldern einen Platz finden könnte.“